# Serau białogrzywy
Serau białogrzywy (Capricornis sumatraensis) – ssak z rodziny wołowatych.

## Wygląd
Długość ciała 120–180 cm, wysokość w kłębie 100 cm, masa 50–120 kg. Szorstka, gęsta, dość długa, brunatnoczarna sierść. U obu płci występują krótkie rogi wygięte lekko ku tyłowi.

## Występowanie
Indonezja i Malezja. Sprowadzony także do USA. 

## Tryb życia
Samce żyją zazwyczaj samotnie, zaś samice i młode często tworzą niewielkie grupy. Zamieszkuje ciepłe i wilgotne zbocza gór i tereny wyżynne porośnięte lasami lub zaroślami. 

## Rozmnażanie
Samice osiągają dojrzałość płciową w wieku około dwa i pół roku (około pół roku wcześniej niż samce). Okres godowy przypada na październik - listopad. Ciąża u samicy trwa około 7 miesięcy, po czym wydaje na świat 1–2, rzadko 3 młode, które karmi przez okres niecałych 6 miesięcy.

## Pożywienie
Zazwyczaj żeruje o zmroku i o świcie. Żywi się liśćmi, pędami i trawą.

## Systematyka
Wcześniej klasyfikowany w rodzaju Naemorhedus lub jako podgatunek Capricornis sumatraensis sumatraensis (Bechstein, 1799).

## Status
Zaliczony do kategorii VU (narażony na wyginięcie w klasyfikacji IUCN.